# Iulian Chiriță
Iulian Chiriţă (Târgoviște, Dâmbovița, Rumania; 2 de febrero de 1967) es un exfutbolista rumano. Jugaba de centrocampista. Fue internacional absoluto por la selección de Rumania en tres encuentros entre 1994 y 1999.

## Selección nacional
Formó parte del equipo que jugó la Copa Mundial de 1994.

### Participaciones en Copas Mundiales
| Copa                 | Sede           | Resultado        |
| -------------------- | -------------- | ---------------- |
| Copa Mundial de 1994 | Estados Unidos | Cuartos de final |

## Clubes
| Club               | País    | Año       |
| ------------------ | ------- | --------- |
| CS Târgovişte      | Rumania | 1985-1988 |
| Flacăra Moreni     | Rumania | 1988-1990 |
| FC Braşov          | Rumania | 1990-1992 |
| Rapid Bucarest     | Rumania | 1992-1996 |
| FC Braşov          | Rumania | 1996      |
| Dinamo de Bucarest | Rumania | 1996-1998 |
| FC Argeş Piteşti   | Rumania | 1998      |
| Chindia Târgovişte | Rumania | 1998-1999 |